# 定塚門次郎

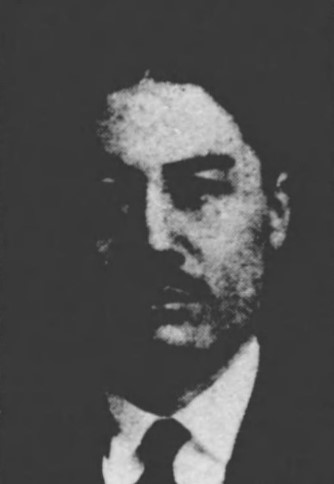
定塚門次郎

定塚 門次郎（じょうづか もんじろう、1886年（明治19年）9月10日 - 1932年（昭和7年）7月22日）は、日本の実業家、政治家、計理士。衆議院議員。

## 経歴
富山県射水郡伏木町（現:高岡市）で、定塚三右衛門、たか夫妻の四男として生まれる。1908年、東京高等商業学校を卒業し、さらに同専攻部銀行科で学んだ。
卒業後、日比谷商店に入社。以後、所沢商業銀行常務取締役、日比谷銀行常務取締役、大宮商業銀行監査役、東京商業会議所書記長代理、同事務嘱託、大礼記念東京博覧会事務副長、国際振興会常任幹事、民政社常務理事などを務めた。
1928年2月、第16回衆議院議員総選挙で埼玉県第一区から立憲民政党所属で出馬して当選。第17回総選挙でも当選し、衆議院議員を連続二期務めた。将来を嘱望されていたが、満46歳で死去した。